# Globba geoffrayi
Globba geoffrayi là một loài thực vật có hoa trong họ Gừng. Loài này được Gagnep. mô tả khoa học đầu tiên năm 1908.